# Laguna San Pedro
La laguna San Pedro es una laguna amazónica boliviana situada al este del departamento del Beni, a una altitud de 207 metros, se encuentra a 1 km de la laguna San Francisco y a 7 km al sur de la de San José, situadas en el municipio Baures de la provincia de Iténez.
La laguna presenta una forma ovalada con unas dimensiones de 6,44 km de largo por 4,38 km de ancho y una superficie de 21,9 km².
- Datos: Q5807795